# Театр демона
«Театр демона» (Название группы стилизовано как Король и Шутъ, а название альбома как Театръ демона) — десятый студийный альбом российской панк рок-группы «Король и Шут», записанный в непривычном для коллектива стиле арт-панк и выпущенный 11 октября 2010 года лейблом «Никитин». Запись происходила на студиях «Станция звука» и «Мелодия». В отличие от «Акустического альбома», «Театр демона» записан без использования электронных инструментов.
Данный альбом стал последним, в записи которого принимали участие Андрей Князев и Дмитрий Ришко, покинувшие группу в 2011 году.

## История создания
По словам одного из вокалистов, Андрея Князева, альбом записан в новом для группы стиле: арт-панк. Диск оформлен в духе начала XX века, являя собой в некотором смысле более профессиональное продолжение «Акустического альбома». Изначально музыканты собирались просто отобрать несколько песен из своего репертуара, чтобы записать их исключительно с живыми инструментами и играть потом в камерных залах филармонии, но потом решили сделать всё с чистого листа, создать совершенно новую программу и совершенно новые песни. Другой вокалист, Михаил Горшенёв, объяснил концепцию своего арт-панка гипотетическим путешествием в прошлое — как если бы сегодняшние панк-музыканты оказались в XVIII веке, сыграли свою музыку на инструментах того времени и, вернувшись обратно, реализовали наработки в нашей эпохе. Название альбома отсылается к роману «Театр одного демона», написанному в 1995 году американскими фантастами Робертом Шекли и Роджером Желязны. В отличие от всех предыдущих альбомов группы, оформлением диска занимался не Князев, а специально приглашённая команда дизайнеров, реализовавшая задуманную Горшенёвым дореволюционную концепцию.
Некоторые песни Князев написал после просмотра известных кинолент. Так, «Энди Кауфман» появился благодаря биографическому фильму «Человек на Луне», композиция «Бунтарь» сочинялась им под впечатлением от экранизации «Пролетая над гнездом кукушки», тогда как «Фокусник» навеян фильмом «Престиж». «Трактовать на свой лад идею из прочитанного произведения или фильма я не считаю зазорным. Основная задача состоит в элементарном — это должно быть интересно. От фэнтези до хоррора, от фольклора до готики мы можем плавно перейти к реальным персонажам и познакомить с ними слушателя».
Идея песни «Король вечного сна» взята Горшенёвым из детских воспоминаний, когда он жил вместе с отцом на Дальнем Востоке и часто замерзал: «Весь этот страх и ужас от замерзания снимается с помощью глубокого сна. Ты засыпаешь и не думаешь о том, что можешь уснуть навеки. Сначала как-то борешься, а потом поддаёшься этой сладкой истоме». В тексте он проводит параллель с греческим богом сновидений Морфеем, который вместо ужаса и голодной смерти дарит замерзающим путникам эйфорию и видения некого царства, тем самым превращая их в своих подчинённых. Песню «Защитники» музыкант задумал как легенду о мифических персонажах, описав в ней неправильное понимание религий наподобие индуизма и буддизма, когда крестьяне верили в какие-то божества или обереги, считая их своими защитниками. «Мадам Жоржетт» сочинялась в соавторстве, сначала Горшенёв придумал строчку «трёх анархистов вели на расстрел», позже Князев написал первый куплет и остановился, передав её обратно. Горшенёв закончил композицию и довёл её до ума, описав случай с провокаторшей, которая всех предала, но несмотря на предательство была прощена коллегами: «Я попытался передать ощущения революционеров, погибавших со спокойной душой. Потому что они понимали, их миссия уже выполнена. Злобы не было — осталась печаль, которую я ассоциирую здесь, например, с Вертинским».

## Поддержка после выхода
На торрентах новый альбом появился примерно за неделю до его официального выхода, запланированного на 11 октября 2010 года. 13 числа в магазине «Медиа Маркет» торгового центра «Золотой Вавилон» состоялась приуроченная к выходу автограф-сессия, собравшая несколько сотен поклонников. Горшок и Князь вышли к людям под видеотрансляцию концертной версии «Гимна шута» и общались с пришедшими на протяжении трёх часов. На песню «Фокусник» было снято видео с Гошей Куценко и Алиной Катран в главных ролях. Актёр снялся в клипе совершенно бесплатно, так как всегда мечтал стать настоящим рок-музыкантом, а «Король и Шут» согласились помочь ему в достижении этой мечты. Презентация альбома в Москве состоялась 28 ноября в клубе Arena Moscow, где группа выступила в сопровождении симфонического оркестра «Глобалис», при этом акустические версии старых песен звучали вперемешку с новыми.. Позже песни неоднократно исполнялись в традиционных для «Короля и Шута» электрических обработках, например, многие из них попали в трек-лист концерта «Электрический Новый год», прошедшего 25 декабря в СДК МАИ.
В 2012 году лейблом NIKITIN совместно с виниловым лейблом МИРУМИР, альбом был переиздан на виниловой грампластинке, естественно небольшим тиражом, для коллекционеров и любителей хорошего звука. Самым интересным является тот факт, что лейбл не удосужился проинформировать группу о решении переиздать альбом в таком виде. Группа просто не знала о существовании пластинки в своей дискографии несколько месяцев. Узнала она об этом от одного из своих самых преданных поклонников из Нижнего Новгорода, у которого эта пластинка оказалась самой первой, и который побеспокоился о том, почему никто о ней не знает. После этого уже и была дана реклама пластинки для поклонников на официальных ресурсах группы, и пластинка стала продаваться. На данный момент подавляющая часть тиража продана.

## Отзывы и критика
Борис Барабанов в рецензии для журнала «Коммерсант Weekend» удостоил альбом положительного отзыва, отыскав в нём блюзовые и фолковые мотивы, а также влияние традиционных для Серебряного века романсов: «На слух новые песни воспринимаются легко, отсутствие гитарной стены за спинами вокалистов Князя и Горшка создаёт проблему скорее самим исполнителям — в нетрадиционном контексте нужно было искать новые вокальные краски. Краски найдены, без электричества тоже можно жить. Панковский напор сдобрен акустическим блюзом, звучание струнных ближе к фолку, чем к кабаку». Обозреватель портала MUZ.RU похвалил идею музыкантов записать именно акустический альбом: «Во всех этих скрипках, духовых и мягких ударных есть какая-то безумная энергия жизни, перевешивающая всё электрическое безумие предыдущих альбомов». Арт-панк «Короля и Шута» охарактеризован в статье как особая смесь романса и ритма на четыре четверти, чистой музыки и грязного вокала: «Хулиганский шарм, босяцкое жеманство — одним словом, альбом-оксюморон, высокий стиль скоморошества».
Красноярская интернет-газета Newslab.ru назвала «Театр демона» самым интересным альбомом группы, сравнила звучание с акустической версией Rammstein и выразила мнение насчёт двойственной концептуальности диска: в плане звука все песни представляют собой драматичный среднетемповый рок, обильно сдобренный скрипками и пианино; тогда как в плане содержания — большинство песен построены вокруг идеи представления, среди героев альбома театралы и киноактёры, фокусники и танцоры, комики и властители сновидений. При этом практически все песни пропитаны этаким «дореволюционным флёром» и «фирменным слегка людоедским» юмором группы. Сергей Мажаев в обзоре для информационного агентства InterMedia соглашается с двойной концепцией альбома: с одной стороны песни содержат прямые отсылки к постреволюционным временам, с другой — определённым образом связаны с выступлением перед публикой, описывая истории циркачей, бунтарей и актёров.
Денис Ступников в рецензии для сайта KM.RU сравнил получившуюся запись с поэмой Иоганна Вольфганга фон Гёте «Фауст» и фильмом «Весь этот джаз» режиссёра Боба Фосса, похвалив музыкантов за то, что они не скатились к банальному шансону или даже блатняку, свойственному акустике многих наших рокеров: «Группа старается идти неизведанными путями и обходит стороною штампы. В очередной раз им удалось создать монументальную работу, не увязнув при этом в излишнем пафосе и гигантомании форм».

## Список композиций
Все тексты написаны Андреем Князевым кроме отмеченных, вся музыка написана Михаилом Горшенёвым кроме отмеченных
| №   | Название               | Текст песни            | Музыка    | Длительность |
| --- | ---------------------- | ---------------------- | --------- | ------------ |
| 1.  | «Послание»             |                        |           | 1:57         |
| 2.  | «Театральный демон»    |                        |           | 3:33         |
| 3.  | «Киногерой»            |                        | А. Князев | 3:35         |
| 4.  | «Фокусник»             |                        |           | 3:32         |
| 5.  | «Танец злобного гения» |                        |           | 3:55         |
| 6.  | «Энди Кауфман»         |                        | А. Князев | 2:32         |
| 7.  | «Мадам Жоржетт»        | А. Князев, М. Горшенёв |           | 6:07         |
| 8.  | «Бунтарь»              |                        | А. Князев | 4:13         |
| 9.  | «Тёмный учитель»       |                        |           | 4:35         |
| 10. | «Король вечного сна»   | М. Горшенёв            |           | 5:02         |
| 11. | «Бал лицемеров»        |                        | А. Князев | 3:06         |
| 12. | «Защитники»            | М. Горшенёв            |           | 3:21         |

## Песни альбома в других релизах группы
Композиции «Фокусник» и «Танец злобного гения» в «электрической» аранжировке вошли в концертный DVD «На краю. Live», записанный в 2013 году.

## Участники записи

### Группа «Король и Шут»
- Михаил Горшенёв (Горшок) — вокал, акустическая гитара, музыка, тексты.
- Андрей Князев (Князь) — вокал, тексты, музыка.
- Яков Цвиркунов — акустическая гитара, бэк-вокал.
- Сергей Захаров — бас-гитара.
- Александр Щиголев (Поручик) — ударные.
- Павел Сажинов — рояль, металлофон,ксилофон.
- Дмитрий Ришко (Сasper) — скрипка,бэк-вокал.

### Приглашённые музыканты
- Олег «Шар» Шавкунов «Аквариум» — перкуссия.
- Дмитрий Оганян «Кукрыниксы» — виолончель.
- Сергей Стародубцев «Кафе» — мандолина, добро.
- Сергей «Ангел» Давыдов — акустическая гитара.
- Александр Суворов — губная гармоника.
- Стас Макаров — труба.

### Звукозапись
- Михаил Рахов — концертная звукорежиссура
- Дмитрий Райдугин — художник по свету
- Аркадий Савельев — техническое обеспечение
- Денис Неволин, Кира Малевская — режиссёры звукозаписи
- Денис Неволин — Сведение и мастеринг